# Chenopodium fasciculosum
Chenopodium fasciculosum är en amarantväxtart som beskrevs av Paul Aellen. Chenopodium fasciculosum ingår i släktet ogräsmållor, och familjen amarantväxter.

## Underarter
Arten delas in i följande underarter:
- C. f. fasciculosum
- C. f. muraliforme
- C. f. schimperi